# Jeff Dunham: Very Special Christmas Special
Jeff Dunham's Very Special Christmas Special is de derde special van komiek en buikspreker Jeff Dunham. De show was opgenomen in Milwaukee, Wisconsin. De dvd kwam uit op 18 november 2008.
Dunham bracht ook zijn eerste muziekalbum uit, Don’t Come Home for Christmas, op 4 november 2008. Op de cd staan bekende kerstliedjes, maar ook Jingle Bombs van Achmed the Dead Terrorist. Alle liedjes werden geschreven door Brian Haner, die recent Dunhams act betrad als “Guitar Guy”. Bubba J maakte zijn rentree, waarbij hij Roadkill Christmas zong.

## Karakters
- Walter.
- Achmed the Dead Terrorist. Hij zingt een parodie op  Jingle Bells , genaamd Jingle Bombs.
- Bubba J. Hij zingt Roadkill Christmas.
- Peanut.
- José Jalapeño on a Stick.